# Городок Кия

Середмістя Києва:
Городок Кия
Город Володимира
Город Ярослава

50°27′28″ пн. ш. 30°31′00″ сх. д. / 50.457778° пн. ш. 30.516667° сх. д.
Городок Кия — прийнята наукою назва найстарішої фортифікаційної споруди Києва, датованої VII—VIII ст. Переказ про будівництво укріплення був внесений до Повісті минулих літ:
|  | Зробили вони городок [і] на честь брата їх найстаршого назвали його Києвом |

## Історія відкриття
Дане укріплення було випадково відкрите в 1909—1910 рр. архітектором Д. Мілєєвим під час обстеження руїн Десятинної церкви, коли за 4,5 м від неї було виявлено рів завширшки 4 м і завглибшки 6-7 м. Справжнє призначення знахідки з'ясували розкопки під керівництвом Т. Мовчанівського і М. Каргера в 1930-х роках.

## Межі та територія
Укріплення було обнесене земляним валом та ровом, які пролягали від північно-східного краю Старокиївської гори і йшли на південь, далі повертали на південний захід, перетинали всю вершину гори і закінчувались над Гончарським яром.
Територія «городка Кия» становила близько 2 га. Вали міста мали в своїй основі дерев'яні конструкції та до наших днів не збереглися. За часів Володимира Великого давній вал городища, кургани та насипи знесли, а рів засипали.
В центральній частині укріплення В. Хвойкою розкопані житла з керамікою VII—VIII ст. Там же розкопані залишки язичницького капища, яке було розташоване коло підніжжя сходів до нинішнього Національного музею історії України.